# Don Durant
Don Durant (* 20. November 1932 in Long Beach, Kalifornien, USA als Donald Allison Dorae; † 15. März 2005 in Monarch Beach, Kalifornien, USA) war ein US-amerikanischer Schauspieler und Sänger.

## Leben und Werk
Don Durants wuchs ohne Vater auf, da dieser bereits vor seiner Geburt verstorben war. Er wuchs in Riverside und auf der großen Ranch seines Stiefvaters in Elko, Nevada, auf. Neben der Highschool in Riverside hatte er ein eigenes Radioprogramm. Nach seiner Zeit beim Militär, sowohl bei der United States Army als auch in der United States Navy Reserve, tourte er in Theatern und sang in verschiedenen Casinos in Las Vegas. Mitte der 1950er Jahre war er Lead-Sänger bei Tommy Dorsey und Frankie Carle und sang als Headliner im Hollywood Bowl. Danach arbeitete er mit Ray Anthony zusammen, er sang mehrfach in dessen The Ray Anthony Show und veröffentlichte mit ihm zusammen die Platte Ray Anthony and His Orchestra Introducing Don Durant.
Als Schauspieler hatte Don Durant seinen ersten Filmauftritt 1955 in Urlaub bis zum Wecken. Bis auf eine Hauptrolle in Roger Cormans She Gods of Shark Reef sind keine weiteren Filmrollen bekannt. Im Fernsehen hatte er in den 1950er Jahren Gastauftritte in Serien wie Maverick oder Perry Mason sowie 1958 in einer Folge von Colgate Theatre beziehungsweise Anfang 1959 in einer Folge von Abenteuer im wilden Westen, die ihm die Titelrolle in der Serie Johnny Ringo brachten. Mit dieser Serie, deren Titellied er auch schrieb und sang, wurde er bekannt. Nach der überraschenden Absetzung der Serie 1960 trat er in Rodeos auf, auch um einen neuen Sponsor für die Serie zu finden. In den nächsten Jahren hatte er Gastrollen in Serien wie Twilight Zone, Alfred Hitchcock präsentiert oder Die Leute von der Shiloh Ranch. 1962 wurde er Vertragsschauspieler bei Universal Television, doch kaufte er sich 1964 aus dem Vertrag heraus und beendete seine Karriere als Schauspieler und Musiker. Im gleichen Jahr hörte er auch mit den Auftritten als Johnny Ringo auf.
1958 drehte er einen Werbespot, bei dem er die Schauspielerin Trudy Wroe kennenlernte, die er am 28. Februar 1959 heiratete. Die beiden hatten eine Tochter, die Schauspielerin Heidi Durant-Payne, und einen Sohn. Nach seiner Karriere arbeitete Don Durant sehr erfolgreich als Bau- und Finanzmanager, war an mehreren größeren Projekten beteiligt und wurde dabei reich. Ab 1992 litt er an Leukämie, an deren Folgen er 2005 verstarb. Er wurde auf dem Pacific View Memorial Park in Corona del Mar beerdigt.
Don Durant wurde unter anderem von Ernst Meincke, Erich Ebert, Peter Wesp und Thomas Eckelmann synchronisiert. Thomas Danneberg sprach ihn in Johnny Ringo.

## Filmografie (Auswahl)
- 1955: Urlaub bis zum Wecken (Battle Cry)
- 1956: Westpoint (The West Point Story, Fernsehserie, Folge 1x13)
- 1956: The Ray Anthony Show (Fernsehserie, unbekannte Anzahl an Folgen)
- 1956–1957: Sergeant Preston (Sergeant Preston of the Yukon, Fernsehserie, 3 Folgen, 3 Rollen)
- 1957: State Trooper (Fernsehserie, Folge 1x33)
- 1957: Suspicion (Fernsehserie, Folge 1x05)
- 1957: Maverick (Fernsehserie, Folge 1x08)
- 1957,1963: Wagon Train (Fernsehserie, 3 Folgen, 2 Rollen)
- 1958: She Gods of Shark Reef
- 1958: Colgate Theatre (Fernsehserie, Folge 1x06)
- 1958: Perry Mason (Fernsehserie, 2 Folgen, 2 Rollen)
- 1958–1959: Abenteuer im wilden Westen (Dick Powell’s Zane Grey Theater, Fernsehserie 2 Folgen, 2 Rollen)
- 1958–1959: Trackdown (Fernsehserie, 2 Folgen, 2 Rollen)
- 1959: Josh (Wanted: Dead Or Alive, Fernsehserie, Folge 1x20)
- 1959: Richard Diamond, Privatdetektiv (Richard Diamond, Private Detective, Fernsehserie, Folge 3x03)
- 1959–1960: Johnny Ringo (Fernsehserie, 38 Folgen)
- 1962: Twilight Zone (The Twilight Zone, Fernsehserie, Folge 3x22)
- 1962: Alfred Hitchcock präsentiert (The Alfred Hitchcock Hour, Fernsehserie, Folge 7x34)
- 1962: Die Leute von der Shiloh Ranch (The Virginian, Fernsehserie, Folge 1x07)
- 1963: Am Fuß der blauen Berge (Laramie, Fernsehserie, Folge 4x18)